# Beloglottis laxispica
Beloglottis laxispica är en orkidéart som beskrevs av Paul Miles Catling. Beloglottis laxispica ingår i släktet Beloglottis och familjen orkidéer. Inga underarter finns listade i Catalogue of Life.